# Małków (Hrubieszów)
Pour les articles homonymes, voir Małków.
Małków (prononciation : [ˈmau̯kuf]) est un village polonais de la gmina de Mircze dans le powiat de Hrubieszów de la voïvodie de Lublin dans l'est de la Pologne, à la frontière avec l'Ukraine.
Il se situe à environ 8 kilomètres à l'est de Mircze (siège de la gmina), 21 kilomètres au sud-est de Hrubieszów (siège du powiat) et 122 kilomètres au sud-est de Lublin (capitale de la voïvodie).
Le village comptait approximativement une population de 450 habitants en 2007.

## Histoire
De 1975 à 1998, le village est attaché administrativement à la voïvodie de Zamość.

Depuis 1999, il fait partie de la voïvodie de Lublin.
En 2013, la Fondation du souvenir a érigé un mémorial pour les 49 juifs qui, pendant la marche de la mort de Chelm et Hrubieszow vers le camp de Sokal, ont été assassinés dans le village de Malkow.